# Thaumastognathia diceros
Thaumastognathia diceros is een pissebed uit de familie Gnathiidae. De wetenschappelijke naam van de soort is voor het eerst geldig gepubliceerd in 1926 door Théodore Monod.